# Guillermo Wiese de Osma
Guillermo Wiese de Osma (1927 - 27 avril 1999 à Lima, Pérou) est un homme d'affaires, banquier, avocat, archéologue et philanthrope péruvien. Il est l'un des fils d'Augusto N. Wiese Eslava et de Virginia de Osma Porras, qui ont eu quatre autres enfants (Clotilde, Silvia, Mary Virginia et Philip Augustus). Il est marié à Delfina Miró Quesada Cornejo et ils ont ensemble cinq filles (Marina, Virginia, Delphine, Diana et Veronica Wiese Miró Quesada).

## Banquier et archéologue
Guillermo Wiese de Osma étudie le droit à l'université pontificale catholique du Pérou. Sa famille ayant des liens de longue date avec la banque, il accepte en 1952 un poste dans la célèbre banque Wiese, fondée par son père en 1943. Il en devient administrateur l'année suivante, vice-président en 1957 et président en 1971.
En raison de son expérience, Wiese a été nommé directeur de la Banque centrale de réserve du Pérou entre août 1962 et décembre 1966  et aussi de la Bladex (Banco Latinoamericano de Comercio Exterior). Il était également gouverneur suppléant de la Felaban (Federación Latinoamericana de Bancos) et représentant de l'Association des banques du Pérou (Confiep).
Lorsque la banque privée a commencé à vivre des moments difficiles, il a réussi à maintenir la banque Wiese à flot et à la conserver dans le secteur privé. Il a ensuite été nommé président honoraire du conseil d'administration de Wiese Bank, président des affaires et de l'immobilier de Wiese Financial Investments et vice-président des représentations A & F Wiese et Wiese. On se souvient de lui pour sa fermeté, allant jusqu'à se retrancher dans la banque Wiese face à la police qui exécutait le mandat de Alan García de nationalisation des banques en 1987.
Il a pratiqué assidûment le surf au Waikiki Surf Club avec son frère et d'autres personnalités, telles que Carlos Dogny (fondateur du club), et a participé à plusieurs championnats au niveau national.
Il a également travaillé à la Fondation Wiese, fondée par son père en 1960. Dès l'origine, il a soutenu diverses recherches archéologiques, y compris celle du site archéologique d'El Brujo, où la Dame de Cao a été trouvée et où le musée du site de Cao a été érigé.
Il meurt à Lima le 27 avril 1999. Sa dépouille est exposée dans l'église de la Vierge del Pilar dans le district de San Isidro, puis est enterré à Campo Fe Huachipa un parc qui est une ancienne hacienda de la famille Wiese.
En septembre 1999, cinq mois après son décès, la banque familiale, est renflouée par l'État, puis fusionne avec le Banco de Lima-Sudameris, fondé par le Crédit lyonnais de France. En 2006, la majorité des actions, appartenant à Intesa Sanpaolo, sont vendues à la Canadian Scotiabank, qui a absorbe la banque, faisant ainsi disparaître la banque Wiese.
Guillermo Wiese de Osma est diplômé l'Institut péruvien d'administration des affaires (IPAE) promotion 1979 et  décoré de la Croix Péruvienne en tant que grand officier dans l'ordre du mérite naval.